# Bonelli (famiglia)

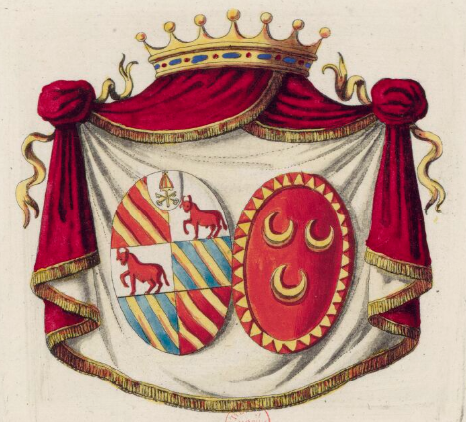
Stemma di famiglia, da Famiglie celebri di Italia. Bonelli di Roma.

Bonelli, nobile famiglia romana originaria di Bosco (Al), ascritta al patriziato di Alessandria dal 1566.

## Storia
La famiglia Bonelli è originaria di Bosco Marengo, in provincia di Alessandria (già marchesato appartenente agli Aleramici). Quando il territorio passò sotto il dominio del Ducato di Milano, Filippo II di Spagna, per mantenere legami particolari con papa Pio V che era originario proprio di Bosco, decise di conferire privilegi particolari al borgo e lo infeudò in quello stesso periodo al cardinale Michele Bonelli che col pontefice era imparentato dal momento che sua madre era nipote del papa.
Nel 1572, per servizi prestati alla Spagna, la famiglia ricevette il marchesato di Cassano, in Lombardia.
La famiglia collezionò nel tempo svariati titoli: oltre al ducato di Salci, aggiunse il ducato di Montanara (casale sito presso Salerno), concesso dal re Filippo IV, in quanto re di Napoli, con privilegio datato Madrid 2 febbraio 1644. Il duca Marcantonio (1722-1777) fu, infine, decorato da papa Benedetto XIV del titolo di Principe Romano (Princeps Romanus) di primo rango per sé e per tutti i suoi discendenti primogeniti maschi, in considerazione della sua parentela «con il sangue di San Pio V», con breve datato 6 settembre 1756. Con lo stesso breve ottenne la facoltà di aggiungere al proprio stemma il capo della Chiesa e del Gonfalonierato (ossia le chiavi di San Pietro e il gonfalone di Santa Romana Chiesa).

## Duchi sovrani di Salci
- Michele I Bonelli Ghislieri, I duca di Salci (1570-1598), cardinale con
  - Michele II, II duca di Salci (1570-1604)
- Antonio I Pio, III duca di Salci (1604-1630)
- Francesco I, IV duca di Salci (1630-1666)
- Michele III, V duca di Salci (1666-1689)
- Francesco II, VI duca di Salci (1689-1722)
- Marcantonio, VII duca di Salci (1722-1777)
- Pio Camillo, VIII duca di Salci (1777-1816)

Rinuncia ai diritti feudali nel 1816

## Principi titolari di Salci
- Pio Camillo, VIII duca di Salci (1816-1837)
- Davide Pio, IX duca di Salci (1819-1868)
- Pio Alessandro, X duca di Salci (m. 1897)

Estinzione della linea maschile della famiglia

## Esponenti illustri
- Girolamo Bonelli (1540-1593), comandante delle milizie papali, cavaliere dell'Ordine di Santiago
- Michele Bonelli (1541-1598), cardinale, fratello di Girolamo
- Michele II Bonelli (1551-1604), militare
- Francesco Bonelli (?-1648), militare
- Carlo Bonelli (1612-1676), cardinale
- Michele Ferdinando (?-1689), militare